# 吉田綾斗
吉田 綾斗（よしだ あやと、1992年9月27日 - ）は、日本の男性プロレスラー。大阪府大阪市出身。血液型A型。2AW所属。

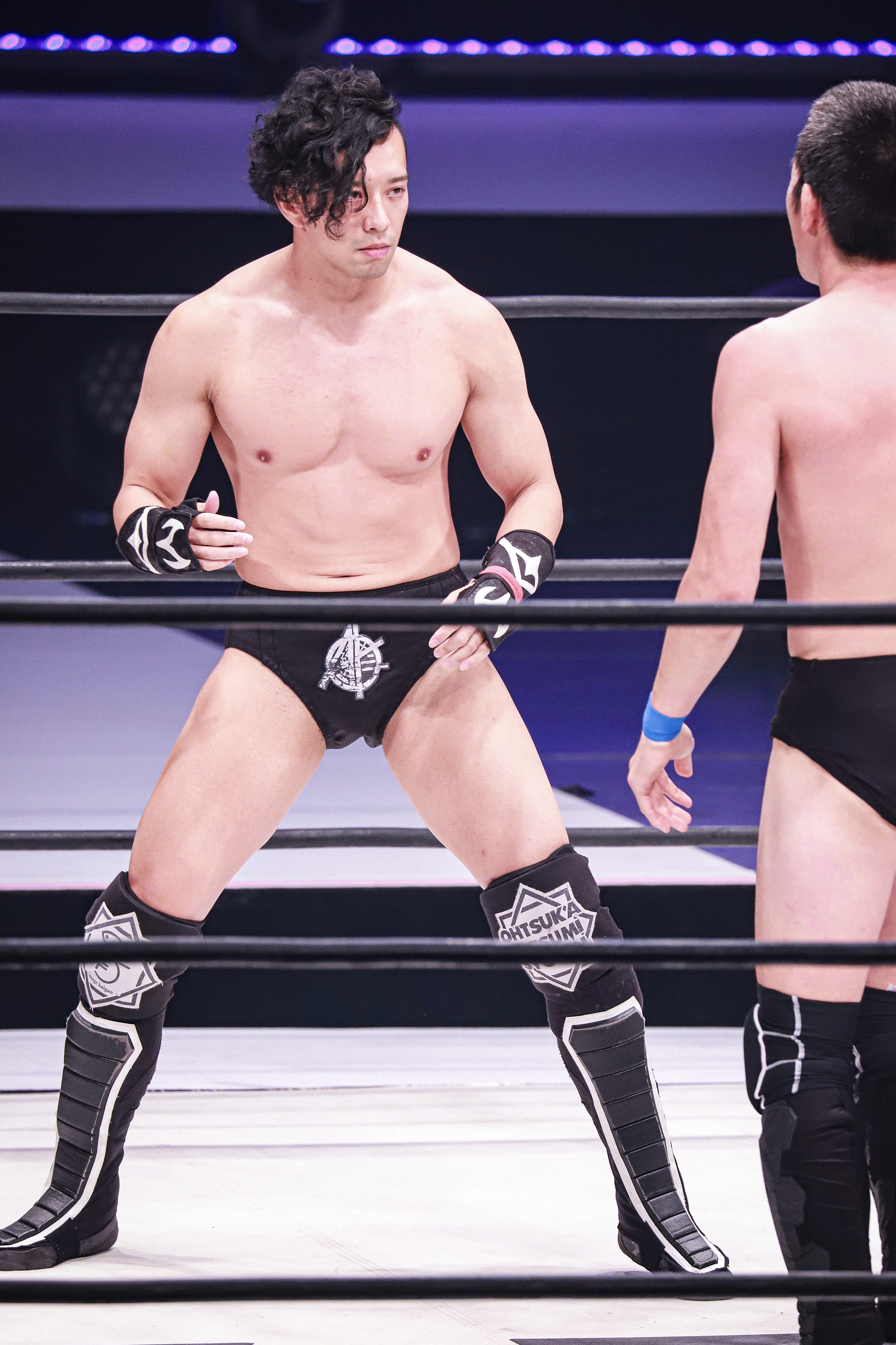
2023.07.01 GLEAT TDCホール大会 吉田綾斗選手

## 経歴
2015年
- 7月19日、CLUB-K 3000にてK-DOJOの規定で本名が公開できないため練習生オオサカ（仮）の名前で紹介される[1]。
- 11月1日、同日デビューのダイナソー拓真と組み、同期の最上九とGO浅川とのタッグマッチでデビュー。浅川にチキンウイングフェイスロックを決めて勝利[2]。

2016年
- 4月17日、KAIENTAI DOJO 14周年記念大会 CLUB-K SUPER evolution14 第1試合の6人タッグマッチでKAIENTAI DOJO 1期生である柏大五郎にハイキックからのバックドロップを決めて勝利[3]。
- 5月5日、K-METAL LEAGUE2016で最上九と対戦し、ハイキックからのバックドロップを決めて勝利し優勝[4]。
- 5月19日、LION'S GATE PROJECT2に新日本プロレスとプロレスリング・ノア所属選手に交じり、他団体から一人だけの参戦。熊野準とシングル初対戦を果たすが、この日熊野が初めて見せた変形スパインバスターで敗れる[5]。
- 6月3日、CLUB-K SUPER in 新宿FACEのメインイベント、STRONGEST-K TAG選手権試合で最上と組み、赤闘覇の滝澤大志、吉野コータロー組に挑戦するも、滝澤に高飛車で敗れる。この日ビッグショーで初のメインイベントに立つ[6]。
- 6月19日、K-UP IMPACT in Blue Field 〜2016 SUMMER〜にて、鈴木鼓太郎と初のシングルマッチで対決。終始、鈴木の腹攻めに苦しみ、タイガードライバーで敗れる[7]。
- 6月19日、KAIENTAI DOJO SUPER J-CUP2016予選1DAYトーナメント1回戦で本田アユムと対決し、チキンウイングフェイスロックで破り、準決勝で柏大五郎にハイキックからのバックドロップで、わずか27秒で勝利をつかむ。決勝で梶トマトと対決。激闘を繰り広げるも、レッドアイで敗れチャンスを逃す[8]。
- 6月24日、TAKA&タイチ興行 in 新木場で最上九、ダイナソー拓真とのコンビで赤闘覇の滝澤大志、吉野コータロー、洞口義浩組と対決し、洞口をヒザ蹴りからのハイキック、バックドロップで勝利するも、K.E.S.の奇襲を受け、ランス・アーチャーのチョークスラムを浴びる。
- 6月26日、CLUB-K TOUR in OSAKAで念願だったTAKAみちのくとの一騎討ちを実現する。TAKAのジャストフェイスロックで敗れるも、無駄を排除したシンプルな戦いがしたかったからKAIENTAI DOJOに入団した事を振り返り、そのような試合が出来た事を嬉しく思うコメントを残した[9]。
- 7月30日、ハードヒットに初出場し、ダークマッチに出場。シバターと一騎討ちを行い、ハイキックでKO勝ち。
- 9月1日、LION'S GATE PROJECT3に参戦。ジュース・ロビンソンとシングルで初対戦するも、パルプ・フリクションからの片エビ固めで敗れる[10]。
- 9月10日、CLUB-K TOUR in OSAKAで金本浩二との念願の一騎討ちを実現するも、金本のアンクルホールドで敗れる[11]。

2018年
- 9月、新日本プロレス「Road to DESTRUCTION」シリーズに全戦参戦。WORLD TAG LEAGUEにも海野翔太とのタッグで出場。

2019年
- 4月13日、後楽園ホールにて行われたCHAMPION OF STRONGEST-K選手権試合において、王者の浅川紫悠をバックドロップ→片エビ固めで下し、第27代王者となる[12]。
- 8月3日、GRAND SLAM in 新木場大会にて行われた千葉6人タッグ選手権試合において、王者ヤッペーマン1号＆ヤッペーマン2号＆ラッセ組にチーバヤン＆笹村あやめと挑むも敗れる。
- 9月1日、GRAND SLAM in 後楽園ホールで行われた2AW無差別級選手権初代王者決定トーナメント 準決勝戦にて藤田ミノルをバックドロップ→片エビ固めで下し決勝戦へ進出する。同日行われたトーナメント決勝戦にて、浅川紫悠にリベリオン→片エビ固めで敗れる。
- 11月10日、GRAND SLAM in TKPガーデンシティ千葉大会で行われた千葉6人タッグ選手権試合にてタンク永井、吉野コータローと組み、王者梶トマト＆ダイナソー拓真＆CHANGO組を下し、第17代王者組となる。
- 12月11日、2AW新木場大会にて行われた千葉6人タッグ選手権試合にて、挑戦者藤田峰雄＆大和ヒロシ＆阿部史典組を下し、初防衛に成功する。

2020年
- 1月10日、GRAND SLAM in 新木場大会で行われた千葉6人タッグ選手権試合にて滝澤大志＆本田アユム＆最上九組に破れ、防衛に失敗。
- 1月19日、全日本プロレス春日部大会に参戦し、新ユニット「陣 -JIN- 」に加入。
- 2月14日、2AW新木場大会で行われた2AW初代タッグ王者決定トーナメント決勝戦にて、藤田ミノル＆最上九組を下し、2AW初代タッグ王者となる
- 3月25日、GRAND SLAM in 後楽園ホール大会で行われた2AWタッグ選手権試合にて挑戦者梶トマト＆CHANGO組に破れ、初防衛に失敗。
- 7月5日、2AW旗揚げ1周年記念大会 GRAND SLAM in TKPガーデンシティ千葉で行われた2AW無差別級選手権試合にて、王者の岡林裕二をバックドロップ→片エビ固めで下し、第3代王者となる。
- 8月2日、GRAND SLAM in 後楽園ホール大会で行われた2AW無差別級選手権試合にて、挑戦者の浅川紫悠をバックドロップ→エビ固めで下し、初防衛に成功。
- 9月22日、GRAND SLAM in TKPガーデンシティ千葉で行われた2AW無差別級選手権試合にて、挑戦者の梶トマトをレッドアイを切り返してのサムソンクラッチにて下し、２度目の防衛に成功。
- 10月16日、GRAND SLAM in 後楽園ホールで行われた2AW無差別級選手権試合にて、挑戦者の滝澤大志をバスソーキック→片エビ固めで下し、３度目の防衛に成功。

## エピソード
- あまり趣味が少ないと言われているが、海外サッカーやバスケットボールなどスポーツ全般を観るの大好きである。
- 中学生時代に上の学年が5人しかいなかったため、1年の頃からサッカー部でゴールキーパーとしてレギュラーで試合に出ていた。
- 高校時代はサッカーを見るほうが楽しいという理由からサッカーをやりたいという気持ちが薄れて高校入学2ヶ月はどこの部活にも所属しなかったが、格闘技ブームに乗じて総合格闘技に打ち込んでいたところ、「俺があっち側で活躍したろ」という気持ちになり、プロレスラーを目指すようになる。
- 高校時代から大阪市城東区にある総合格闘技スタジオ「Style」で1年、大阪市中央区にあるM-FACTORYアメ村ジムで3年、体を鍛えていた。
- 友人に誘われて北海道に行き1年半過ごす。その時、行っていた力仕事を通じて社会人としての基礎を学ぶきっかけとなり、人生の大きな出来事となった。初日に極寒の夜の中に野宿も経験している。

## 得意技

### フィニッシュ・ホールド
バックドロップ
クロスホワイト
NO WAY OUT
グラウンドでのチキンウィングフェイスロックに相手のもう片方の腕を取り顔に巻きつけながら絞りあげていく。

### 投げ技
ロックアウト
相手の背後から片腕でハンマーロックを極めて、その手を相手の肩口に出す。もう片腕で相手にフェイスロックを掛けて両手をクラッチする。チキンウィングフェイスロックの形で腕を取りながら相手の前方に回り込み、脚で相手を挟みながら倒れ込むDDT。

### 関節技・締め技
吉田固め
相手の上半身にチキンウィングフェイスロックの体勢で腕を絡め、体重をかけて相手をグラウンドに引き込んでいく。そのあとうつ伏せになった相手の右サイドに腰を下ろし、相手の背中を反らせながら上半身を締め上げていく。
チキンウィングフェイスロック

### 打撃技
バズソーキック
仰向けになった相手の上半身を起こして相手の左側頭部を振り抜いた右足の甲で蹴り飛ばす。
ビッグブーツ
各種蹴り技
ローキック、ミドルキック、ハイキック、ローリング・ソバット
クローズライン
エルボー
エルボー・スタンプ
バックエルボー
逆水平チョップ
チョップ・スマッシュ
張り手

## タイトル歴
KAIENTAI DOJO
- K-METAL LEAGUE優勝（2016年）
- STRONGEST-K TAG王座（第32代）（パートナーは最上九）
- BO-SOゴールデンタッグトーナメント優勝（2017年）（パートナーは最上九）
- STRONGEST-K TAG王座（第38代）（パートナーはタンク永井）
- 千葉6人タッグ王座（第9代）（パートナーはタンク永井、花見達也）
- CHAMPION OF STRONGEST-K王座（第27代）
- 千葉6人タッグ王座（第17代）（パートナーはタンク永井、吉野コータロー）

2AW
- 2AW無差別級王座（第3代、第7代、第11代）
- 2AWタッグ王座（初代）（パートナーはタンク永井）

## メディア出演
- 水曜日のダウンタウン （2016年9月7日、TBS）